# بدل جنسی
بدل جنسی به عضوی از تیم سه نفره سکس درمانی شامل بدل جنسی، سکس‌آموز و مربی جنسی گفته می‌شود. بدل جنسی برای رسیدن به اهداف درمانی در آموزش و گاه رابطه جنسی با بیمار مشارکت دارد. این روش درمانی توسط مستر و جانسون، تیم روان‌درمانی دانشگاه واشینگتون در سنت لوییس ابداع شد. اغلب بدل‌های جنسی زن و گاهی مرد هستند. گاهی زن و شوهرها با همدیگر در این تمرین شرکت می‌کنند.
بدل‌های جنسی گاهی در دفاتر سکس درمانگرها کار می‌کنند و گاهی مطب خصوصی برای خود دارند.